# الاعتذار (مسلسل)
الاعتذار مسلسل يسرد قصصا من واقع الحياة، حيث يطرح العمل مقولة أن الاعتذار يكون من دون جدوى إذا كان الخطأ قاتلاً والذنب لا يغتفر. وتستند حبكة العمل إلى العديد من الخطوط التي اعتمد الكاتب عبد العزيز الطوالة أسلوباً مشوقاً في سردها فاضحاً مشكلات حساسة تؤرق المجتمع الخليجي من بينها قضايا المخدرات والفساد والمصالح الشخصية والظلم والتسلط والطلاق. وعبر شخصيات العمل يقدم الكاتب نماذج متباينة تتراوح أدوارها بين الخير والشر من بينها شخصية مشعل -يجسدها الفنان خالد أمين- وهي محور جميع الأحداث في المسلسل لأن مشعل يعيش عدة تجارب مختلفة في حياته وأبرزها علاقة حب فاشلة وتجربة زواج فاشلة أيضاً. وإلى جانب مشعل هناك شخصية (عبد الرزاق) الشاب المغامر في الحياة الذي يعمل بالتهريب وغسيل الأموال والعقود الوهمية المشبوهة. وهناك شخصية (خلود) الزوجة السرية لعبد الرزاق وهي على علاقة بصديق صحفي وتحاول الإيقاع بزوجها، وتلعب الفنانة فاطمة عبد الرحيم دور (عبير) وهي فتاة طيبة القلب وحنونة تتحمل مسؤولية والدها وشقيقتها الصغرى وتصبح لهما بمثابة الأم والزوجة.

## بطولة
غازي حسين
```
(ناصر)
```

خالد أمين
```
(مشعل)
```

فاطمة عبد الرحيم
```
(عبير)
```

يعقوب عبد الله
```
(سعد)
```

هبة الدري
```
(مي)
```

ليلى السلمان
```
(سميرة)
```

على السبع
```
(عبد الرزاق)
```

شهاب جوهر
```
(ياسر)
```

عبد الله الباروني
```
(أحمد)
```

ملاك
```
(ملاك)
```

سلمى سالم
```
(خلود)
```

ابتسام العطاوي
```
(داليا)
```

أحمد العونان

مي عبد الله
```
(فريال)
```

فاطمة سالم
```
(سوسن)
```

عادل الفضلي

عبد الله الزيد
```
(فيصل)
```

صمود

عبد الله البدر

عبد العزيز الأسود

أحمد حبيب

عبير الخضر

هند الشاهين

أبرار

مرزوق الفضلي

انتصار الشراح
```
(ضيفة شرف)
```

نواف القريشي
```
(ضيفة الشرف / مرزوق)
```

عبد العزيز الدليخ

محمود الهمشري